# Torre Bermeja (Mancha Real)

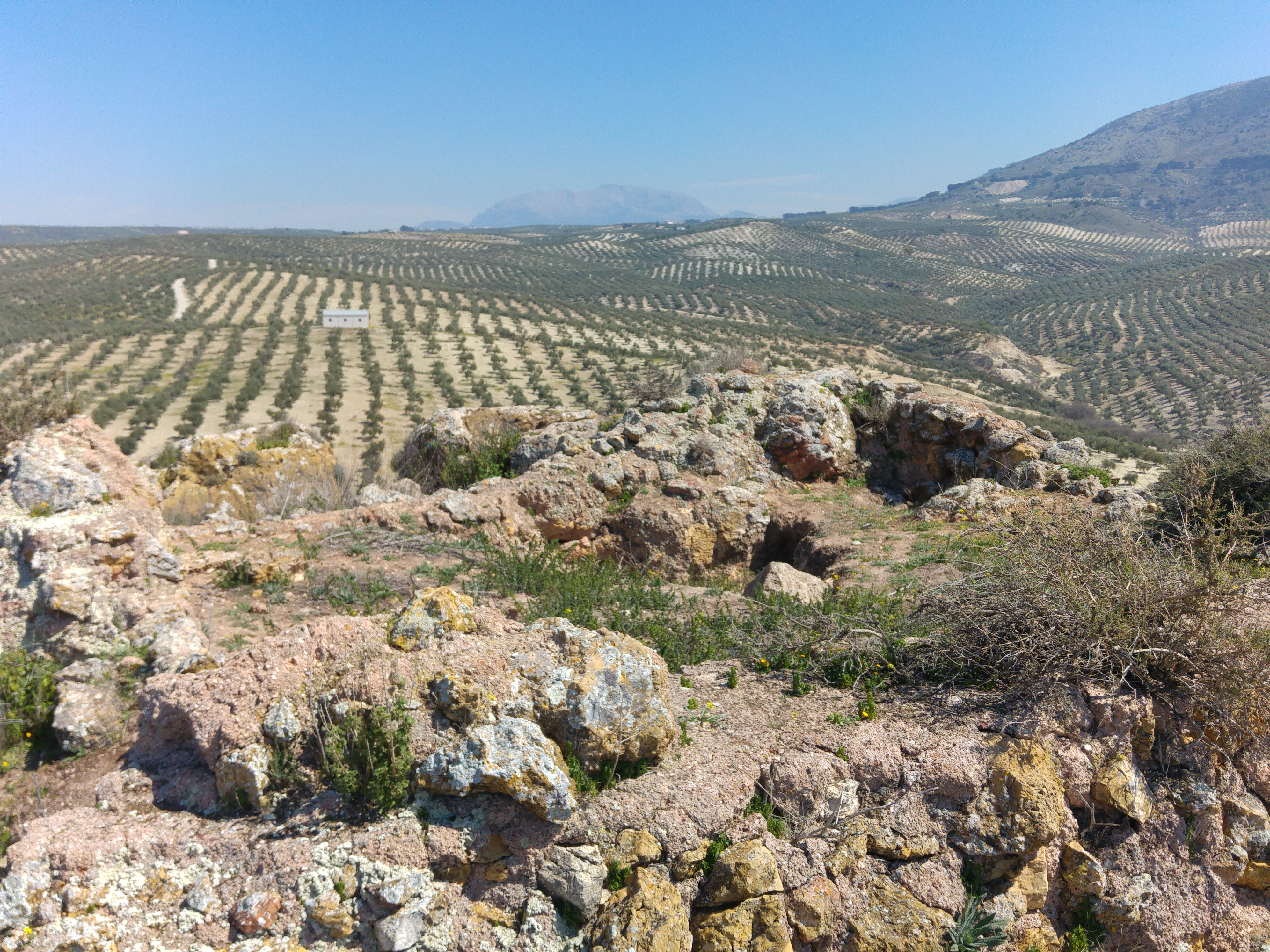
Torre Bermeja. Mancha Real al fondo.

Torre Bermeja son los restos de una fortificación medieval, situados en el término municipal de Mancha Real, provincia de Jaén, España. En sus inmediaciones se encuentra Torrechantre (a 5'2 km), Torremocha y  Castillo de Peñaflor, estando las cuatro fortificaciones casi alineadas. A más distancia se encuentra la Torre de la Pedregosa.

## Descripción
El yacimiento se sitúa en la parte más elevada de un cerro, donde aparece una fortificación irregular con una torre cuadrangular muy deteriorada y de la que no se han conservado más que cimentaciones. El material cerámico se enmarca en una fase medieval indefinida. En la ladera se han recopilado algunos elementos cerámicos de época romana, alguna tégula y unos pocos fragmentos de terra sigillata.

## Historia
La fortificación aparece citada en las Crónicas del Condestable Iranzo, cuando el reino nazarí retoma la contienda e incursiones en 1470. Los informadores del Condestable Iranzo avisaron a éste sobre la preparación de nuevas incursiones por parte de los musulmanes en tierras jiennenses, para el mes de agosto. El Condestable se trasladó en secreto al castillo de Pegalajar, "con quinientos o seysçientos de cavallo e larga gente de pie esperando que los moros entrasen", pero finalmente no hubo incursión por parte de los nazaríes, sino que la llevaron a cabo tres meses más tarde de lo previsto:

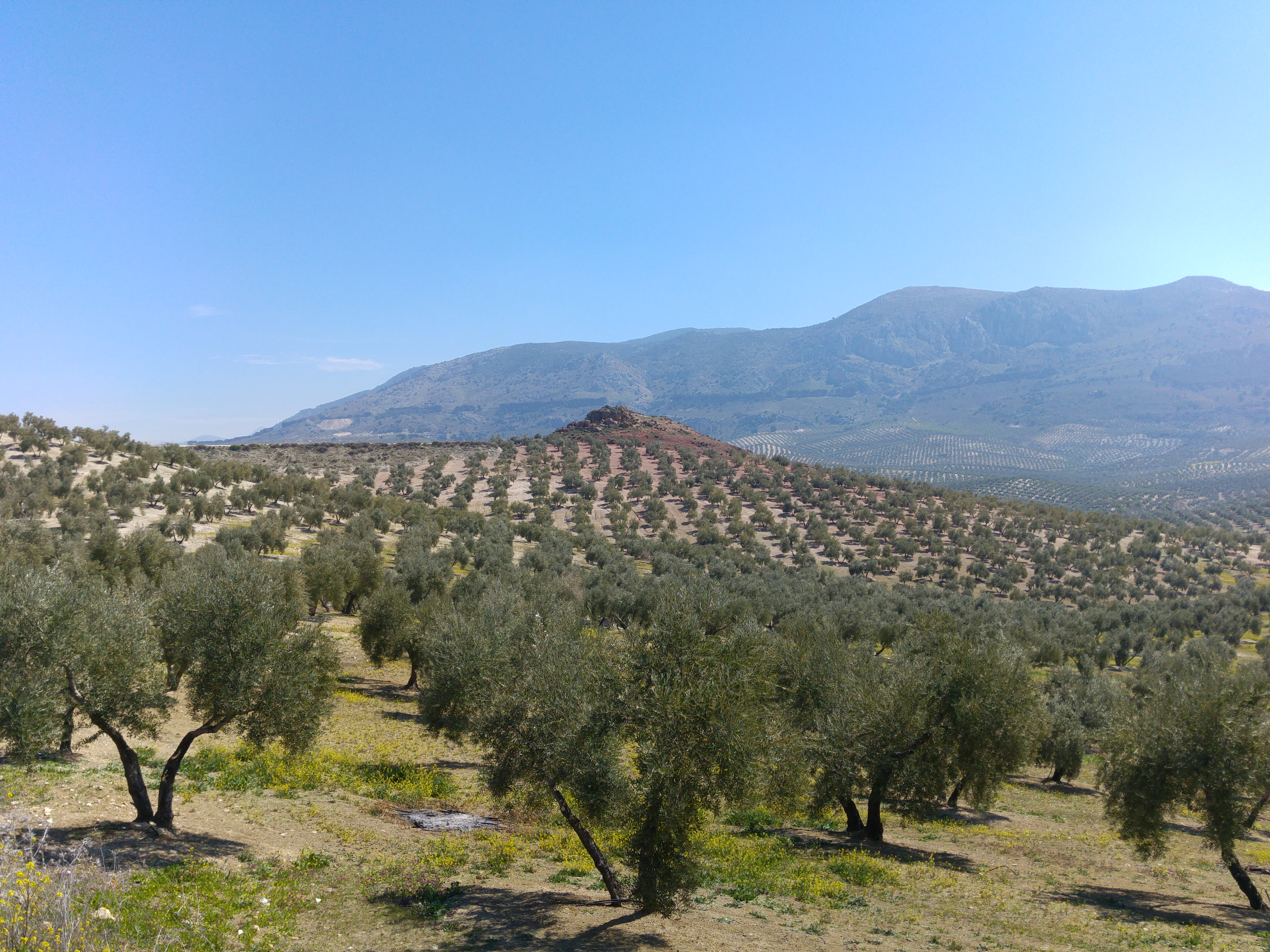
Loma de Torre Bermeja, de característico color bermejo

"Y luego el miércoles, que fueron cinco de diciembre, en saliendo el sol, ficieron ahumadas en el atalaya de la Pedregosa, y ovo rebato. diciendo que setecientos o ochocientos rocines moros avían entrado por el angostura de la Guardia. Y llegaron los corredores de aquella parte del río de Guadaandalla, fasta cerca de Torre Bermeja; que no osaron abaxar más".